# Parafia św. Michała Archanioła w Daleszycach
Parafia Świętego Michała Archanioła w Daleszycach – parafia rzymskokatolicka w Daleszycach. Należy do dekanatu daleszyckiego diecezji kieleckiej. Założona w 1229. Mieści się przy ulicy Kościelnej. Duszpasterstwo w niej prowadzą księża diecezjalni.

## Historia
W roku 1229 biskup krakowski Iwo Odrowąż ufundował w Daleszycach kościół. W skład parafii, prócz Daleszyc wchodziły wsie Bieliny, Skorzeszyce, Niestachów, Górno, Krajno, Wola Jachowa, Cisów. Kościół był jednonawowy, częściowo murowany, częściowo drewniany, posiadał pięć ołtarzy. Na początku XVI wieku, w okresie rozkwitu miasta Daleszyce, świątynia została częściowo poszerzona. W XVII wieku dobudowano do strony północnej kaplicę Zwiastowania Najświętszej Marii Panny, a od strony południowej kaplicę pod wezwaniem Św. Marii Magdaleny. Kościół miał formę krzyża. W 1907 roku przystąpiono do rozbudowy świątyni. Ta przebudowa całkowicie zmieniła wygląd kościoła i zatarła jego dawną architekturę.

## Wygląd obecny
W wielkim ołtarzu umieszczony jest obraz Matki Boskiej Szkaplerznej z XVI wieku w srebrnej sukni z koronami i berłem. 5 VII 1782 r. uznany został za słynący łaskami. Na zasuwie tego obrazu przedstawiony jest wizerunek św. Michała Archanioła, patrona kościoła. W latach dziewięćdziesiątych XX wieku cała świątynia została pomalowana i odnowiona.